# Локаут
Локаут (англ. lock out, дословно — «запирать дверь перед кем-либо и не впускать») — временная остановка работы (или существенное сокращение объёмов производства) предприятия работодателем с прекращением выплаты зарплаты, с целью оказания давления на работников (аналог забастовки, но со стороны работодателя, а не работников).
Крайней формой локаута является коллективное увольнение, а также роспуск по инициативе работодателя в связи с трудовым спором и объявлением забастовки, а также ликвидацией (реорганизацией) предприятия, представительства или филиала.
Российский Федеральный Закон «О порядке разрешения коллективных трудовых споров» от 20 октября 1999 г. (утратил силу с 6 октября 2006 года на основании Федерального закона от 30 июня 2006 года N 90-ФЗ) запрещал локаут в процессе урегулирования коллективного трудового спора, в том числе при проведении забастовки. В данный момент действует ст. 415 Трудового Кодекса РФ, которая запрещает локаут, — увольнение работников по инициативе работодателя в связи с их участием в коллективном трудовом споре или в забастовке.